# Libertarianismo (metafísica)

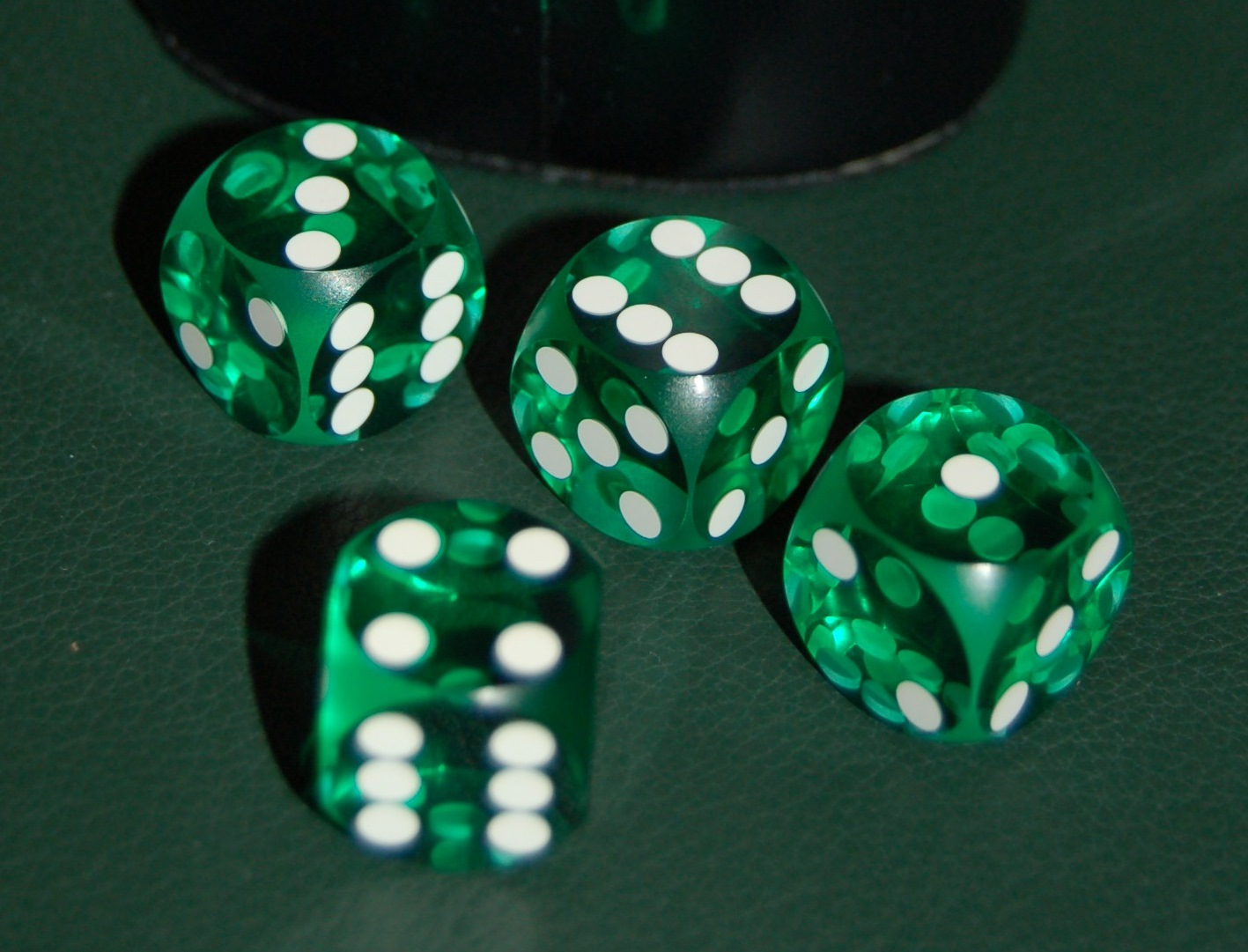
A tarefa do libertário metafísico é reconciliar o livre-arbítrio com o indeterminismo.

O libertarianismo ou libertarismo é uma das principais posições filosóficas relacionadas aos problemas do livre-arbítrio e do determinismo que fazem parte do domínio mais amplo da metafísica. Em particular, o libertarianismo é uma posição incompatibilista que argumenta que o livre-arbítrio é logicamente incompatível com um universo determinístico. O libertarianismo afirma que, uma vez que os agentes têm livre arbítrio, o determinismo deve ser falso e vice-versa.
Uma das primeiras formulações claras do libertarianismo é encontrada em João Duns Escoto. No contexto teológico, o libertarianismo metafísico foi defendido notavelmente por autores jesuítas como Luis de Molina e Francisco Suárez contra o bañecianismo tomista bastante compatibilista. Outros importantes libertários metafísicos do início do período moderno foram René Descartes, George Berkeley, Immanuel Kant e Thomas Reid.
Roderick Chisholm foi um proeminente defensor do libertarianismo no século XX e os libertários metafísicos contemporâneos incluem Robert Kane, Peter van Inwagen e Robert Nozick.

## Visão geral
O primeiro uso registrado do termo libertarianismo foi em 1789, por William Belsham, em uma discussão sobre o livre arbítrio e em oposição às visões necessitarianas ou deterministas.
O libertarianismo metafísico é um ponto de vista filosófico sob o incompatibilismo. O libertarianismo mantém um conceito de livre arbítrio que exige que o agente seja capaz de tomar mais de um curso de ação possível sob um determinado conjunto de circunstâncias.[carece de fontes?]
Os relatos do libertarianismo subdividem-se em teorias não físicas e teorias físicas ou naturalistas. As teorias não-físicas sustentam que os eventos no cérebro que levam à realização de ações não têm uma explicação inteiramente física e, consequentemente, o mundo não está fechado sob a física. Esses dualistas interacionistas acreditam que alguma mente, vontade ou alma não física anula a causalidade física.[carece de fontes?]
Explicações do libertarianismo que não envolvem a dispensa do fisicalismo requerem indeterminismo físico, como o comportamento probabilístico das partículas subatômicas–uma teoria desconhecida por muitos dos primeiros escritores sobre o livre arbítrio. O determinismo físico, sob o pressuposto do fisicalismo, implica que existe apenas um futuro possível e, portanto, não é compatível com o livre arbítrio libertário. Algumas explicações libertárias envolvem a invocação do pampsiquismo, a teoria de que uma qualidade de mente está associada a todas as partículas e permeia todo o universo, tanto em entidades animadas como inanimadas. Outras abordagens não exigem que o livre arbítrio seja um constituinte fundamental do universo; a aleatoriedade comum é considerada como fornecendo o "espaço de manobra" que os libertários acreditam ser necessário.[carece de fontes?]
A livre vontade é considerada um tipo particular de processo complexo e de alto nível com um elemento de indeterminismo. Um exemplo desse tipo de abordagem foi desenvolvido por Robert Kane, em que ele levanta a hipótese de que:

"Em cada caso, o indeterminismo funciona como um impedimento ou obstáculo para ele realizar um dos seus propósitos – um impedimento ou obstáculo na forma de resistência dentro da sua vontade que tem de ser superada pelo esforço."
Modelos físicos indeterminísticos (particularmente aqueles que envolvem indeterminação quântica) introduzem ocorrências aleatórias em nível atômico ou subatômico. Esses eventos podem afetar a atividade cerebral e aparentemente permitir o livre arbítrio incompatibilista se a aparente indeterminação de alguns processos mentais (por exemplo, percepções subjetivas de controle na volição consciente) for mapeada até uma indeterminação subjacente da construção física. Esta relação, no entanto, requer um papel causal sobre as probabilidades que é questionável, e está longe de ser estabelecido que a atividade cerebral responsável pela ação humana possa ser afetada por tais eventos. Secundariamente, estes modelos incompatibilistas dependem da relação entre ação e volição consciente, conforme estudado na neurociência do livre arbítrio. É evidente que a observação pode perturbar o resultado da própria observação, limitando a nossa capacidade de identificar a causalidade. Niels Bohr, um dos principais arquitetos da teoria quântica, sugeriu, no entanto, que nenhuma conexão poderia ser feita entre o indeterminismo da natureza e a liberdade de vontade.

## Teorias de agente causal
Nas teorias não físicas do livre arbítrio, presume-se que os agentes têm poder para intervir no mundo físico, uma visão conhecida como causalidade de agente. Os proponentes da causalidade de agente incluem George Berkeley, Thomas Reid, e Roderick Chisholm.
A maioria dos eventos pode ser explicada como efeitos de eventos anteriores. Quando uma árvore cai, isso ocorre por causa da força do vento, de sua própria fraqueza estrutural e assim por diante. No entanto, quando uma pessoa realiza um ato livre, os teóricos da causalidade de agente dizem que a ação não foi causada por quaisquer outros eventos ou estados de coisas, mas sim pelo agente. A causalidade do agente é ontologicamente separada da causalidade do evento. A ação não foi sem causa, porque foi o agente que a causou. Mas a causa do agente não foi determinada pelo caráter, pelos desejos ou pelo passado do agente, uma vez que isso seria apenas a causação do evento. Como explica Chisholm, os humanos têm "uma prerrogativa que alguns atribuiriam apenas a Deus: cada um de nós, quando agimos, é um motor primário imóvel, e nada – ou ninguém – nos faz causar esses eventos."
Esta teoria envolve uma dificuldade que há muito tem sido associada à ideia de um motor imóvel. Se uma ação livre não foi causada por nenhum evento, tal como uma mudança no agente ou um ato da vontade, então qual é a diferença entre dizer que um agente causou o evento e simplesmente dizer que o evento aconteceu por si só? Como disse William James: "Se um ato ‘livre’ é uma pura novidade, que não vem de mim, o eu anterior, mas ex nihilo, e que simplesmente se fixa em mim, como posso eu, o eu anterior, ser responsável? Como posso ter um caráter permanente que permaneça imóvel por tempo suficiente para receber elogios ou culpas?"
Os defensores da causalidade do agente respondem que a causalidade do agente é na verdade mais intuitiva do que a causalidade do evento. Eles apontam para o argumento de David Hume de que quando vemos dois acontecimentos acontecerem em sucessão, a nossa crença de que um acontecimento causou o outro não pode ser justificada racionalmente (conhecido como problema da indução). Se for assim, de onde vem a nossa crença na causalidade? De acordo com Thomas Reid, "a concepção de uma causa eficiente pode muito provavelmente derivar da experiência que tivemos... do nosso próprio poder de produzir certos efeitos". Nossas experiências cotidianas de causalidade de agente forneceriam a base para a ideia de causalidade de evento.

## Teorias causais de eventos
As explicações de evento causal do livre arbítrio incompatibilista normalmente dependem de modelos mentais fisicalistas (como aqueles do compatibilismo), mas pressupõem o indeterminismo físico, no qual se diz que certos eventos indeterminísticos são causados por agente. Uma série de explicações de livre arbítrio de evento causal foram criadas, referenciadas aqui como indeterminismo deliberativo, explicações centradas e teoria dos esforços da vontade. Os dois primeiros relatos não exigem que o livre arbítrio seja um constituinte fundamental do universo. A aleatoriedade comum é considerada como fornecendo o "espaço para manobra" que os libertários acreditam ser necessário. Uma primeira objeção comum às explicações de evento causal é que o indeterminismo poderia ser destrutivo e poderia, portanto, diminuir o controle por parte do agente em vez de fornecê-lo (relacionado com o problema da originação). Uma segunda objeção comum a estes modelos é que é questionável se tal indeterminismo poderia acrescentar algum valor à deliberação sobre aquilo que já está presente num mundo determinista.
O indeterminismo deliberativo afirma que o indeterminismo está confinado a um estágio anterior do processo de decisão. O objetivo é fornecer um conjunto indeterminado de possibilidades de escolha, sem arriscar a introdução da sorte (tomada de decisão aleatória). O processo de seleção é determinístico, embora possa basear-se em preferências anteriores estabelecidas pelo mesmo processo. O indeterminismo deliberativo foi referenciado por Daniel Dennett e John Martin Fischer. Uma objeção óbvia a tal visão é que não se pode atribuir a um agente a propriedade sobre as suas decisões (ou preferências usadas para tomar essas decisões) em qualquer grau maior do que o de um modelo compatibilista.
As explicações centradas propõem que para qualquer decisão entre duas possibilidades, a força da razão será considerada para cada opção, mas ainda há uma probabilidade de o candidato mais fraco ser escolhido.
A teoria dos esforços da vontade está relacionada ao papel da força de vontade na tomada de decisões. Sugere que a indeterminação dos processos volitivos do agente poderia ser mapeada para a indeterminação de certos eventos físicos – e os resultados destes eventos poderiam, portanto, ser considerados causados pelo agente. Foram construídos modelos de volição nos quais ela é vista como um tipo particular de processo complexo e de alto nível com um elemento de indeterminismo físico. Um exemplo desta abordagem é a de Robert Kane, onde ele levanta a hipótese de que "em cada caso, o indeterminismo funciona como um impedimento ou obstáculo para ele realizar um dos seus propósitos – um impedimento ou obstáculo na forma de resistência dentro da sua vontade que tem de ser superada pelo esforço". De acordo com Robert Kane, tal "responsabilidade final" é uma condição necessária para o livre arbítrio. Um fator importante em tal teoria é que o agente não pode ser reduzido a eventos neuronais físicos, mas sim que os processos mentais fornecem uma explicação igualmente válida da determinação do resultado como seus processos físicos (ver fisicalismo não redutivo).

### Epicuro
Epicuro, um antigo filósofo helenístico, argumentou que, à medida que os átomos se moviam através do vazio, havia ocasiões em que eles "desviavam" (clinamen) de seus caminhos de outra forma determinados, iniciando assim novas cadeias causais. Epicuro argumentou que esses desvios nos permitiriam ser mais responsáveis por nossas ações, algo impossível se cada ação fosse causada de forma determinística.

Epicuro não disse que o desvio estava diretamente envolvido nas decisões. Mas seguindo Aristóteles, Epicuro pensava que os agentes humanos têm a capacidade autônoma de transcender a necessidade e o acaso (ambos destroem a responsabilidade), de modo que o elogio e a culpa são apropriados. Epicuro encontra um tertium quid, além da necessidade e do acaso. Seu tertium quid é a autonomia do agente, o que "depende de nós".
"[Algumas coisas acontecem por necessidade (ἀνάγκη), outras por acaso (τύχη), outras por nossa própria agência (παρ' ἡμᾶς). (...) [A] necessidade destrói a responsabilidade e o acaso é inconstante; ao passo que as nossas próprias ações são autônomas e é a elas que naturalmente se atribuem elogios e culpas."
O filósofo epicurista Lucrécio (século I a.C.) via a aleatoriedade como possibilitando o livre arbítrio, mesmo que não conseguisse explicar exatamente como, além do fato de que desvios aleatórios quebrariam a cadeia causal do determinismo.
"Novamente, se todo movimento é sempre uma longa cadeia, e um novo movimento surge do antigo em uma ordem invariável, e se os primeiros começos não fazem com que um início de movimento seja desviado de modo a quebrar os decretos do destino, essa causa pode não estar seguindo outra causa desde o infinito, de onde vem essa liberdade (libera) nas criaturas vivas em toda a terra, de onde eu digo que esta vontade (voluntas) é arrancada dos destinos pelos quais prosseguimos para onde o prazer leva cada um, desviando também nossos movimentos, não em tempos fixos e lugares fixos, mas exatamente para onde nossa mente nos levou? Pois sem dúvida é a própria vontade de cada um que inicia essas coisas, e a partir da vontade os movimentos ondulam pelos membros."
No entanto, a interpretação destes antigos filósofos é controversa. Tim O'Keefe argumentou que Epicuro e Lucrécio não eram libertários, mas sim compatibilistas.

### Robert Nozick
Robert Nozick apresentou uma teoria indeterminística do livre arbítrio em Philosophical Explanations (1981).
Quando os seres humanos se tornam agentes através da autoconsciência reflexiva, eles expressam a sua agência tendo razões para agir, às quais atribuem pesos. A escolha das dimensões da identidade de alguém é um caso especial, em que a atribuição de peso a uma dimensão é parcialmente autoconstitutiva. Mas todo agir por razões é constitutivo do eu num sentido mais amplo, nomeadamente, por moldar o caráter e a personalidade de uma pessoa de uma forma análoga à moldagem que uma lei sofre através do precedente estabelecido por decisões judiciais anteriores. Assim como um juiz não se limita a aplicar a lei, mas, até certo ponto, o faz através do poder discricionário judicial, também uma pessoa não se limita a descobrir pesos, mas lhes atribui; não se pesa apenas as razões, mas também se ponderam os pesos. Desencadeia-se um processo de construção de uma estrutura para decisões futuras com as quais estamos provisoriamente comprometidos.
O processo de autodefinição ao longo da vida, neste sentido mais amplo, é interpretado indeterministicamente por Nozick. A ponderação "depende de nós" no sentido de que é indeterminada por fatores causais antecedentes, mesmo que a ação subsequente seja totalmente causada pelas razões que alguém aceitou. Ele compara a atribuição de pesos neste sentido determinístico à "interpretação atualmente ortodoxa da mecânica quântica", seguindo von Neumann na compreensão de um sistema da mecânica quântica como uma superposição ou mistura probabilística de estados, que muda continuamente de acordo com as equações de movimento da mecânica quântica e descontinuamente por meio de medição ou observação que "colapsa o pacote de ondas" de uma superposição para um estado específico. Analogamente, uma pessoa antes da decisão tem razões sem pesos fixos: está numa sobreposição de pesos. O processo de decisão reduz a sobreposição a um estado particular que provoca a ação.

### Robert Kane
Uma teoria contemporânea particularmente influente do livre arbítrio libertário é a de Robert Kane. Kane argumenta que "(1) a existência de possibilidades alternativas (ou o poder do agente para fazer o contrário) é uma condição necessária para agir livremente, e que (2) o determinismo não é compatível com possibilidades alternativas (ele exclui o poder de fazer o contrário)". É importante notar que o cerne da posição de Kane não se baseia numa defesa de possibilidades alternativas (PA), mas na noção daquilo a que Kane se refere como responsabilidade final (RF). Assim, PA é um critério necessário mas insuficiente para o livre arbítrio. É necessário que existam alternativas (metafisicamente) reais para as nossas ações, mas isso não é suficiente; nossas ações podem ser aleatórias sem estar sob nosso controle. O controle enconta-se somente na "responsabilidade final".
A responsabilidade final implica que os agentes devem ser os criadores (ou originadores) e sustentadores finais dos seus próprios fins e propósitos. Deve haver mais de um caminho para a vida de uma pessoa acontecer (PA). Mais importante ainda, qualquer que seja o resultado, deve basear-se nas ações voluntárias da pessoa. Kane o define da seguinte forma:

"(RF) Um agente é responsável em última instância por alguns (evento ou estado) E ocorrendo apenas se (R) o agente for pessoalmente responsável por E ocorrendo em um sentido que implique que algo que o agente voluntariamente fez ou omitiu foi ou contribuiu causalmente para a ocorrência de E e fez diferença para a ocorrência ou não de E; e (F) para cada X e Y (onde X e Y representam ocorrências de eventos e/ou estados) se o agente for pessoalmente responsável por X e se Y for uma arche (condição, causa ou motivo suficiente) para X, então o agente também deverá ser pessoalmente responsável por Y."
Em suma, "um agente deve ser responsável por qualquer coisa que seja razão suficiente (condição, causa ou motivo) para a ocorrência da ação".
O que permite a criação definitiva na imagem de Kane é o que ele chama de "ações autoformadoras" (na sigla em inglês, SFAs) – aqueles momentos de indecisão durante os quais as pessoas experimentam vontades conflitantes. Essas SFAs são as ações voluntárias indeterminadas e que impedem a regressão ou a abstenção nas histórias de vida dos agentes que são necessárias para a RF. A RF não exige que todo ato realizado por nossa livre vontade seja indeterminado e, portanto, que, para cada ato ou escolha, poderíamos ter agido de outra forma; exige apenas que algumas das nossas escolhas e ações sejam indeterminadas (e, portanto, que poderíamos ter agido de outra forma), nomeadamente SFAs. Estas formam nosso caráter ou natureza; elas informam nossas escolhas futuras, razões e motivações em ação. Se uma pessoa teve a oportunidade de tomar uma decisão de formação de caráter (SFA), ela é responsável pelas ações que resultam de seu caráter.

#### Crítica
Randolph Clarke objeta que a representação do livre arbítrio de Kane não é verdadeiramente libertária, mas sim uma forma de compatibilismo . A objeção afirma que embora o resultado de uma SFA não seja determinado, a história de alguém até ao evento é; portanto, o fato de que ocorrerá um SFA também é determinado. O resultado da SFA é baseado no acaso e a partir daí a vida de uma pessoa é determinada. Este tipo de liberdade, diz Clarke, não é diferente do tipo de liberdade defendido pelos compatibilistas, que afirmam que, embora as nossas ações sejam determinadas, elas são livres porque estão de acordo com as nossas próprias vontades, tal como o resultado de uma SFA.
Kane responde que a diferença entre o indeterminismo causal e o compatibilismo é "o controle final—o controle originário exercido pelos agentes quando 'depende deles' qual de um conjunto de escolhas ou ações possíveis ocorrerá agora, e depende de ninguém e de nada mais sobre o qual os próprios agentes também não têm controle". A responsabilidade final garante que as condições suficientes para as ações de uma pessoa não existem antes do seu nascimento.
Galen Strawson sustenta que existe um sentido fundamental em que o livre-arbítrio é impossível, seja o determinismo verdadeiro ou não. Ele defende esta posição com o que chama de "argumento básico", que visa mostrar que ninguém é moralmente responsável pelas suas ações e, portanto, que ninguém tem livre arbítrio no sentido que normalmente nos preocupa.
Em seu livro de defesa do compatibilismo, Freedom Evolves, Daniel Dennett passa um capítulo criticando a teoria de Kane. Kane acredita que a liberdade se baseia em certos eventos raros e excepcionais, que ele chama de ações autoformadoras ou SFAs. Dennett observa que não há garantia de que tal evento ocorrerá na vida de um indivíduo. Caso contrário, o indivíduo não tem de fato livre arbítrio, de acordo com Kane. No entanto, elas parecerão iguais a qualquer outra pessoa. Dennett considera incrível uma noção essencialmente indetectável de livre arbítrio.